# 2. korpus (Avstro-Ogrska)
2. korpus (izvirno nemško 2. Korps) je bil korpus avstro-ogrske kopenske vojske, ki je bil aktiven med prvo svetovno vojno.

## Zgodovina
Ob pričetku prve svetovne vojne je bil korpus zadolžen za področje Spodnje Avstrije in Južne Moravske. 
Naborni okraj korpusa je obsegal: Brno, Iglau (danes Jihlava), Kremsier (danes Kroměříž), Sankt Pölten, Dunaj (A in B) in Znaim (danes Znojmo).

## Organizacija
1905
- 4. pehotna divizija

- 7. pehotna brigada (Znojmo)

- 81. pehotni polk
- 99. pehotni polk

- 8. pehotna brigada (Brno)

- 8. pehotni polk
- 49. pehotni polk
- 4. bataljon, 3. pehotni polk

- 25. pehotna divizija

- 49. pehotna brigada (Dunaj)

- 84. pehotni polk
- trije bataljoni 1. bosansko-hercegovskega pehotnega polka
- Bosansko-hercegovski poljskolovski bataljon

- 50. pehotna brigada (Dunaj)

- 4. pehotni polk
- 4. bosansko-hercegovski pehotni polk
- 21. poljskolovski bataljon

- 47. pehotna divizija

- 93. pehotna brigada (Dunaj)

- 60. pehotni polk
- 72. pehotni polk
- 17. poljskolovski bataljon

- 94. pehotna brigada (Dunaj)

- 6. pehotni polk
- 51. pehotni polk
- 101. pehotni polk

- Dunajska konjeniška divizija

- 8. konjeniška brigada (Brno)

- 11. dragonski polk
- 15. dragonski polk

- 10. konjeniška brigada (Dunaj)

- 5. dragonski polk
- 3. ulanski polk

- 17. konjeniška brigada (Dunaj)

- 6. dragonski polk (začasno dodeljen 14. korpusu)
- 4. huzarski polk

- 2. poljskoartilerijska brigada (Dunaj)

- 2. polk korpusne artilerije
- 4. polk divizijske artilerije
- 5. polk divizijske artilerije
- 6. polk divizijske artilerije

- 14. poljskoartilerijska brigada (Dunaj)

- Artilerijski polk 14. korpusa
- 40. polk divizijske artilerije (začasno dodeljen 2. korpusu)
- 41. polk divizijske artilerije
- 42. polk divizijske artilerije

April 1914
- 4. pehotna divizija
- 25. pehotna divizija
- 49. pehotna divizija
- 3. konjeniška divizija
- 2. poljskoartilerijska brigada
- 1. trdnjavska artilerijska brigada
- Transportna brigada
- 2. oskrbovalna divizija

## Poveljstvo
Poveljniki (Kommandanten)
- Franz von Schlik zu Bassano und Weisskirchen: november 1849 - junij 1854
- Jakob von Parrot: junij 1854 - januar 1856
- Christian zu Leiningen-Westerburg: januar - oktober 1856
- Josef von Barco (v.d.): oktober 1856 - februar 1857
- Ludwig von Benedek: februar - marec 1857
- Eduard von und zu Liechtenstein: marec 1857 - oktober 1859
- Edmund zu Schwarzenberg: oktober 1859 - december 1860
- Johann Coronini von Cronberg: december 1860 - junij 1861
- Adolf Schiller von Herdern (v.d.): junij 1861 - avgust 1862
- Karl von Thun-Hohenstein: avgust 1862 - september 1866
- Ferdinand von Bauer: januar 1883 - marec 1888
- Gustav von König: marec 1888 - september 1889
- Anton von Schönfeld: september 1889 - september 1894
- Alexander von Üxküll-Gyllenband: september 1894 - november 1905
- Ferdinand Fiedler: november 1905 - junij 1908
- Mansuet Versbach von Hadamar: junij 1908 - april 1912
- Alfred von Ziegler: april 1912  februar 1914
- Blasius Schemua: februar - september 1914
- Johann von Kirchbach auf Lauterbach: september 1914 - september 1915
- Julius Kaiser: september 1915 - april 1918
- Rudolf Krauss: april - november 1918

Načelniki štaba (Stabchefs)
- Alois von Baumgarten: november 1849 - februar 1851
- Ludwig von Gablenz: februar 1851 - januar 1853
- Kornelius Hahn: januar - junij 1853
- Karl von Pötting und Persing: julij 1853 - november 1856
- Adolf Catty: november 1856 - marec 1859
- Josef von Döpfner: marec - september 1859
- Karl von Pötting und Persing: september 1859 - maj 1866
- Josef von Döpfner: maj - september 1866
- Franz Jaeger: januar 1883 - oktober 1885
- Karl Drathschmidt von Bruckheim: oktober 1885 - april 1891
- Anton Resch: april 1891 - september 1897
- Franz Rohr: november 1897 - april 1901
- Vinzenz Fox: april 1901 - april 1907
- Aurel von Le Beau: april 1907 - april 1912
- Leo Greiner: april 1912 - september 1914
- Stanislaus von Szeptycki: september 1914 - september 1915
- Alfred Purtscher: september 1915 - september 1917
- Franz Podhajsky: september 1917 - november 1918